# Murdannia citrina
Murdannia citrina är en himmelsblomsväxtart som beskrevs av Ding Fang. Murdannia citrina ingår i släktet Murdannia och familjen himmelsblomsväxter. Inga underarter finns listade.